# Sonolência
A sonolência é um estado de forte desejo de dormir ou de dormir por períodos anormalmente longos (comparar a hipersonia).  Tem significados e causas distintos. Pode se referir ao estado usual antes de adormecer, à condição de estar em estado de sonolência devido a distúrbios do ritmo circadiano, ou a um sintoma de outros problemas de saúde. Pode ser acompanhado por letargia , fraqueza e falta de agilidade mental.
A sonolência é frequentemente vista como um sintoma, e não como um distúrbio por si só. No entanto, o conceito de sonolência recorrente em certos momentos, por certas razões, constitui vários distúrbios, como sonolência diurna excessiva , distúrbio do sono por trabalho em turnos e outros; e existem classificações médicas para a sonolência, vistas como um distúrbio.
A palavra "sonolência" é derivada do latim "somnus" que significa "sono".

## Possíveis causas
- Hipotireoidismo - O corpo não produz hormônios suficientes para controlar como as células usam energia
- Hipermagnesemia
- Sangue baixo no sangue - Hiponatremia
- Hipercalcemia - Demasiado cálcio no sangue
- Meningite
- Lesão na cabeça
- Concussão - Lesão cerebral traumática leve
- Narcolepsia - desordem do sistema nervoso
- Tumor cerebral
- Fraturas cranianas
- Dores crônicas
- Diabetes
- Fibromialgia
- Doença do sono - causada por um parasita específico
- Transtornos do humor - depressão , ansiedade , estresse

### Medicamentos que podem causar sonolência
- analgésicos - principalmente opiáceos prescritos ou ilícitos, como OxyContin ou heroína
- anticonvulsivantes / antiepilépticos
- antidepressivos - por exemplo, antidepressivos tricíclicos sedativos,[3] e mirtazapina .  A sonolência é menos comum com ISRSs[4] e SNRIs , bem como com inibidores da MAO .
- anti - histamínicos - por exemplo, difenidramina ( Benadryl , Nytol ) e doxilamina (Unisom-2)
- antipsicóticos - por exemplo, tioridazina , quetiapina, olanzapina (Zyprexa), risperidona e ziprasidona ( Geodon ), mas não haloperidol
- agonistas da dopamina utilizados no tratamento da doença de Parkinson - por exemplo, pergolida , ropinirol e pramipexol .
- Medicamentos para o HIV - como o efavirenz
- medicamentos para hipertensão - como a amlodipina
- tranqüilizantes / hipnóticos - como o zopiclone (Zimovane), ou os benzodiazepínicos como o diazepam (Valium) ou o nitrazepam (Mogadon) e os barbitúricos , como o amobarbital (Amytal) ou o secobarbital (Seconal)
- outros agentes que afetam o sistema nervoso central em doses suficientes ou tóxicas